# インヴェンションとシンフォニア
インヴェンションとシンフォニア BWV 772-801（Inventionen und Sinfonien BWV 772-801）は、ヨハン・ゼバスティアン・バッハが作曲したクラヴィーアのための曲集。

## 概要
本作はケーテン時代の1723年頃の作品であり、同年、バッハは聖トーマス教会音楽監督（トーマスカントル）に就任した。ライプツィヒ時代には教育目的のクラヴィーア曲が多数作曲された。
長男のために編まれた『ヴィルヘルム・フリーデマン・バッハのためのクラヴィーア小曲集』（ "Klavierbüchlein für Wilhelm Friedemann Bach", 1720年頃）の後半部に初稿がある（なお、同書の前半部には『平均律クラヴィーア曲集 第1巻』（1722年）の初稿が含まれる）。初稿の曲名は『プレアンブルム（前奏曲）』（ "Praeambulum", 32-46曲, 36-51頁）と『ファンタジア（幻想曲）』（ "Fantasia", 49-62曲, 58-73頁, 72-73頁散逸）だった。
『インヴェンション』は2声部の、『シンフォニア』は3声部の、対位法的な書法による様々な性格の小曲である。『シンフォニア』は出版社によっては『3声のインヴェンション』と呼ばれることもあったが、現在はほとんどの出版社によって『インヴェンションとシンフォニア』に戻されている（なお、自筆譜に書かれた原題は『率直なる手引き』（ "Auffrichtige Anleitung" ）である）:
この通り、演奏だけでなく、作曲も視野に入れた優れた教育作品として、現在も高く評価されており、現代のピアノ学習者のための教材としても広く用いられている。また教育作品に留まらず、バッハの他のクラヴィーア楽曲と同様、多くのチェンバロ奏者やピアニストが演奏や録音を行なっている。

## 曲の配列について
曲集に採用されている15調は、4つ以内の調号で表記される18調から嬰ヘ短調（♯3）、嬰ハ短調（♯4）、変イ長調（♭4）の3調を除外したものである。当時は多くの調号を持つ調は頻繁に使われるものではなかったため、割愛したものと考えられる。ただし、バッハは同時期に全ての調を網羅した『平均律クラヴィーア曲集 第1巻』も編纂している。
バッハは、初稿を『インヴェンションとシンフォニア』として編纂改訂した際、曲の配列を大幅に変更した。初稿と最終稿の番号は以下の通り:
| 初稿   | 調性     | 最終稿 |
| ------ | -------- | ------ |
| 第1番  | ハ長調   | 第1番  |
| 第2番  | ニ短調   | 第4番  |
| 第3番  | ホ短調   | 第7番  |
| 第4番  | ヘ長調   | 第8番  |
| 第5番  | ト長調   | 第10番 |
| 第6番  | イ短調   | 第13番 |
| 第7番  | ロ短調   | 第15番 |
| 第8番  | 変ロ長調 | 第14番 |
| 第9番  | イ長調   | 第12番 |
| 第10番 | ト短調   | 第11番 |
| 第11番 | ヘ短調   | 第9番  |
| 第12番 | ホ長調   | 第6番  |
| 第13番 | 変ホ長調 | 第5番  |
| 第14番 | ニ長調   | 第3番  |
| 第15番 | ハ短調   | 第2番  |

この初期配列は、バッハが当初想定していた難易度の相対関係を反映していると考えられている。しかし、バッハは編纂改訂にあたり、この難易度上の配慮を破棄し、「平均律クラヴィーア曲集」と同じく半音階上行の配列にした。その結果、相対的に高難度の楽曲が容赦なく前半に再配置されることとなった。そのため、園田高弘など、初期配列を参考にした、独自の順序による学習を推奨している音楽家もいる。

## 曲の解説
他のバッハの曲集と同様、古くから多くの校訂版が出版されてきた。特にインヴェンションとシンフォニアは学習者の需要があることから、原典版にはない表現記号を校訂者が補筆した「実用版」が多い。その解釈は極めて多様であり、このことは演奏をいくつか聴き比べすることでも実感できる。解釈や装飾音の選択等によっては、各曲の印象や難易度はかなり変化する。

### インヴェンション
第1番 ハ長調 BWV 772

4分の4拍子。
主題は "C-D-E-F-D-E-C" の16分音符とG-C-H-Cの8分音符とからなる。主題のうち16分音符の後半（階段状に下がる "F-D-E-C" の部分）をすべて3連符にした異稿（BWV 772a）が残っており、こちらをバッハの最終的な意図（改訂）として採用するピアニスト（アンドラーシュ・シフなど）もいる。新バッハ全集ではひとつの変奏例と位置づけている。
第2番 ハ短調 BWV 773

4分の4拍子。
8度（オクターヴ）のカノン。後半は左手が先行する。冒頭の10小節と（2小節の間奏を挟み）後半の6小節目までは2小節遅れの厳格なカノン。主題には溜息の音型が含まれる。
第3番 ニ長調 BWV 774

8分の3拍子。
左手のオクターヴの上に右手が優雅な主題を奏でる。
第4番 ニ短調 BWV 775

8分の3拍子。
上昇音階を中心にした主題。しばしば非常に速いテンポで演奏される。
第5番 変ホ長調 BWV 776

4分の4拍子。
二重対位法。
第6番 ホ長調 BWV 777

8分の3拍子。
シンコペーション（切分法）で書かれた曲。右手と左手の兼ね合いが妙味を出す。「ソナタ形式を彷彿させる二部形式」。繰り返し記号が2カ所に付いているため、他の作品よりも演奏時間が少し長くなる。
第7番 ホ短調 BWV 778

4分の4拍子。
左手の8分音符によるオクターヴ下降が特徴。
第8番 ヘ長調 BWV 779

4分の3拍子。
カノン。打楽器的な主題。 "F-A-F-C-F" の8分音符と下降音階の組み合わせ。マッキントッシュの電子効果音にも使われるなど、古典が現代に通じる新しさを備えた秀作。
第9番 ヘ短調 BWV 780

4分の3拍子。
滑らかな下降音階をもとにユニゾンが登場する。
第10番 ト長調 BWV 781

8分の9拍子。
ジーグ風の曲にフーガ様式を組み合わせている。緩いアルペッジョが支配する。
第11番 ト短調 BWV 782

4分の4拍子。
16分音符と8分音符による部分的な半音階が印象的。
第12番 イ長調 BWV 783

8分の12拍子。
左手の音階に乗って右手がA音を伸びやかに歌う。
第13番 イ短調 BWV 784

4分の4拍子。
右手アルペッジョと左手のシンコペーションが交代しながら完成されたポリフォニーを築く。
第14番 変ロ長調 BWV 785

4分の4拍子。
32分音符と16分音符の組み合わさった軽やかな主題。転調が激しい。
第15番 ロ短調 BWV 786

4分の4拍子。

### シンフォニア
第1番 ハ長調 BWV 787

4分の4拍子。
伸びやかに上昇する音階主題。
第2番 ハ短調 BWV 788

8分の12拍子。
落ち着いた曲。音階が随所に登場し単調さを避けている。
第3番 ニ長調 BWV 789

4分の4拍子。
冒頭で下属調の第4音であるCが出てくるため、あたかもト長調であるかのような印象を受ける。平行3度の音階、複雑な左右の受け渡しが発生するストレッタなど、高度な技巧が要求される。
第4番 ニ短調 BWV 790

4分の4拍子。
16分音符の "D-Cis-D" のあと4度下降、8分音符で6度上昇する動機が多く用いられる。
第5番 変ホ長調 BWV 791

4分の3拍子。
異稿（BWV 791a）がある。左手は一定の音型を繰り返す。
第6番 ホ長調 BWV 792

8分の9拍子。
管弦楽曲風。
第7番 ホ短調 BWV 793

4分の3拍子。
第8番 ヘ長調 BWV 794

4分の4拍子。
第9番 ヘ短調 BWV 795

4分の4拍子。
3声のフーガ。溜息の音型を含む第1主題、半音階下行のラメント・バス、16分音符の部分からなる3つの主題が同時に対位する三重対位法で書かれている。バッハの生前から評価が高かった。
第10番 ト長調 BWV 796

4分の3拍子。
第11番 ト短調 BWV 797

8分の3拍子。
分散和音の下降のあと8度跳躍する主題。
第12番 イ長調 BWV 798

4分の4拍子。
動機とバスを交互に分散した形の16分音符が多用される。
第13番 イ短調 BWV 799

8分の9拍子。
始まりは素朴だが、即興的に次々と新素材が導入され、終結部は壮大な多重フーガの観を呈する。
第14番 変ロ長調 BWV 800

4分の4拍子。
下降的主題を持つ。終曲直前の流れるような下降音階が印象的である。
第15番 ロ短調 BWV 801

16分の9拍子。
スラーとスタッカートの組み合わされたリズミカルな動機と "H-Cis-D-Cis-H" の動機、32分音符のアルペッジョからなる。二段鍵盤のチェンバロを使うことを想定した箇所がみられる。